# Lactarius torminosus
Espèce
Lactarius torminosus, Lactaire à toison, Lactaire aux coliques, Lactaire aux tranchées, est une espèce de grands champignons basidiomycètes du genre Lactarius. Il s'agit d'un champignon commun et largement diffusé, en Afrique du Nord, Asie du Nord, Europe du Nord et Amérique du Nord. L. torminosus est une espèce mycorhizienne,  associée avec divers arbres, le plus souvent des bouleaux ; ses sporophores se développent à la surface du sol, seuls ou en groupes dans les forêts mixtes.

## Comestibilité
Bien qu'il soit apprécié pour sa saveur poivrée et mangé après une préparation adéquate en Russie et en Finlande, il est très irritant pour le système digestif lorsqu'il est consommé cru. Les toxines responsables de la saveur âcre sont détruites par la cuisson. Des études ont identifié plusieurs produits chimiques présents dans ces champignons, y compris l'ergostérol et ses dérivés, et le velleral (en), un composé piquant considéré comme responsable de la toxicité du champignon cru.[réf. nécessaire]

## Description

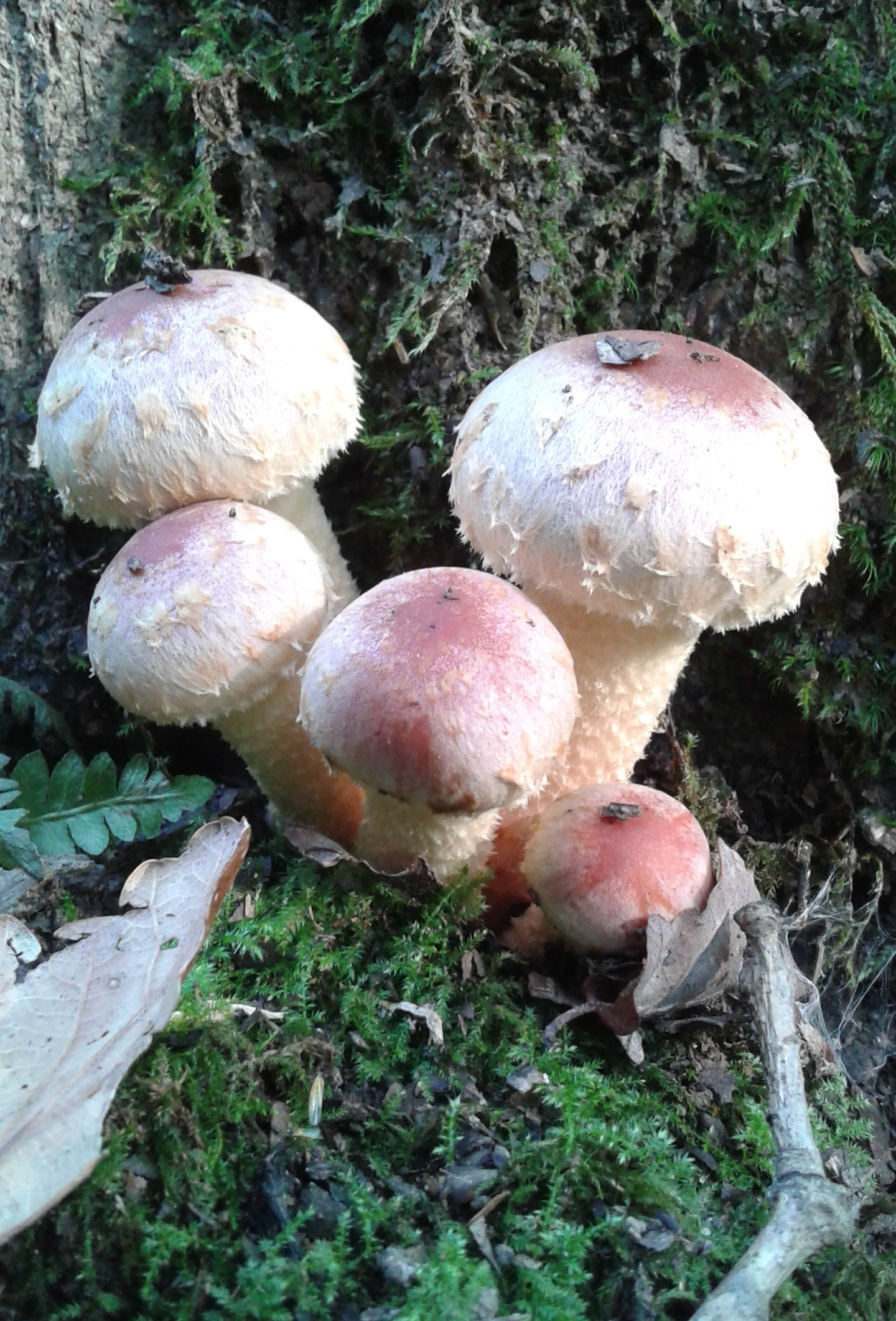
Lactarius torminosus au stade jeune

Les chapeaux de L. torminosus sont convexes avec une dépression centrale, et atteignent un diamètre jusqu'à 10 cm. Leur couleur est un mélange de tons de rose et d'ocre, parfois avec des zones concentriques de teintes plus foncées. Le bord du chapeau est roulé vers l'intérieur, et quand il est jeune, hirsute. La face inférieure des chapeaux est étroite, de couleur chair, les lames se pressent en étroite collaboration. C'est sur ces surfaces fertiles que les cellules porteuses de spores, les basides se trouvent. Le pied cylindrique est d'une couleur chair pâle avec une surface finement duveteuse, atteignant une longueur jusqu'à 8 cm et une épaisseur de 0,6–2 cm. Lorsqu'elles sont coupées ou blessées, les fructifications laissent échapper un latex blanc qui ne change pas de couleur lors de l'exposition à l'air. La variété normandensis, en revanche, a un latex qui passe du blanc au jaune.